# یاگو گونزالس
یاگو گونزالس (انگلیسی: Yago González؛ زادهٔ ۶ نوامبر ۱۹۷۹) بازیکن فوتبال اهل اسپانیا است.
از باشگاه‌هایی که در آن بازی کرده‌است می‌توان به باشگاه فوتبال لوگو، باشگاه ورزشی کیتچی، باشگاه فوتبال هنگ کنگ رنجرز، و باشگاه فوتبال زامورا اشاره کرد.